# Daniel Sudermann
Daniel Sudermann, latinisiert Suavius, (* 25. Februar 1550 in Lüttich; † um 1631 in Straßburg) war ein deutscher Schriftsteller und Textdichter von Kirchenliedern sowie ein Vertreter des mystischen Spiritualismus.
Sudermann wurde 1550 als Sohn des Goldschmieds und Malers Lambert Sudermann geboren. Obwohl katholisch getauft besuchte er ab 1558 in Aachen eine calvinistische Schule. Im Rahmen von Reisen in zahlreiche deutsche Städte führte ihn sein Vater in Adelskreise ein. Nach dem Tod des Vaters 1564 wirkte Daniel als Hofmeister und Erzieher an Adelshöfen in Straßburg, Köln, Düsseldorf, Regensburg sowie in den Niederlanden. Ab 1580 stand Sudermann in kirchlichen Diensten in Lüttich. Dort wurde er erstmals mit der spiritualistischen Lehre des Kaspar Schwenckfeld bekannt, die 
den Gegensatz zwischen Leib und Seele, Welt und Gott sowie die Bedeutung Christi für dessen Überbrückung betont.
Ab 1585 war Sudermann am Straßburger Bruderhof tätig, einer Lehreinrichtung für junge Adelige aus dem ganzen Reich. Während dieser Zeit befasste er sich mit religiöser Literatur und verfasste eine Reihe geistlicher Gedichte und Lieder sowie auch, zunächst anonym, Schwenckfelds Schriften. 
In den 1590er Jahren gelangte Sudermann in den Besitz von über 80 Handschriften aus der Bibliothek des ehemaligen Dominikanerinnen-Klosters St. Nikolaus in undis zu Straßburg. Dank seines Handschriftenerwerbs kann heute ein Teil der Bestände dieser Klosterbibliothek rekonstruiert werden.
1594 wurde Sudermann schließlich eine Vikarstelle übertragen. Sein Interesse richtete sich nunmehr zunehmend auf die Texte der deutschen Mystiker, insbesondere von Johannes Tauler, Meister Eckhart und Heinrich Seuse. Die Zeit ab circa 1610 verbrachte er weitgehend mit dem Schreiben und Publizieren eigener Lieder und Schriften. 1613 veröffentlichte er die zu interkonfessioneller Toleranz aufrufende Schrift Harmonia und Concordantz; 1626 gab Sudermann das Straßburger Gesangbuch heraus, in dem erstmals das bekannte, vermutlich auf Texte Taulers zurückgehende Weihnachtslied Es kommt ein Schiff, geladen erscheint.